# Ariel (anjo)

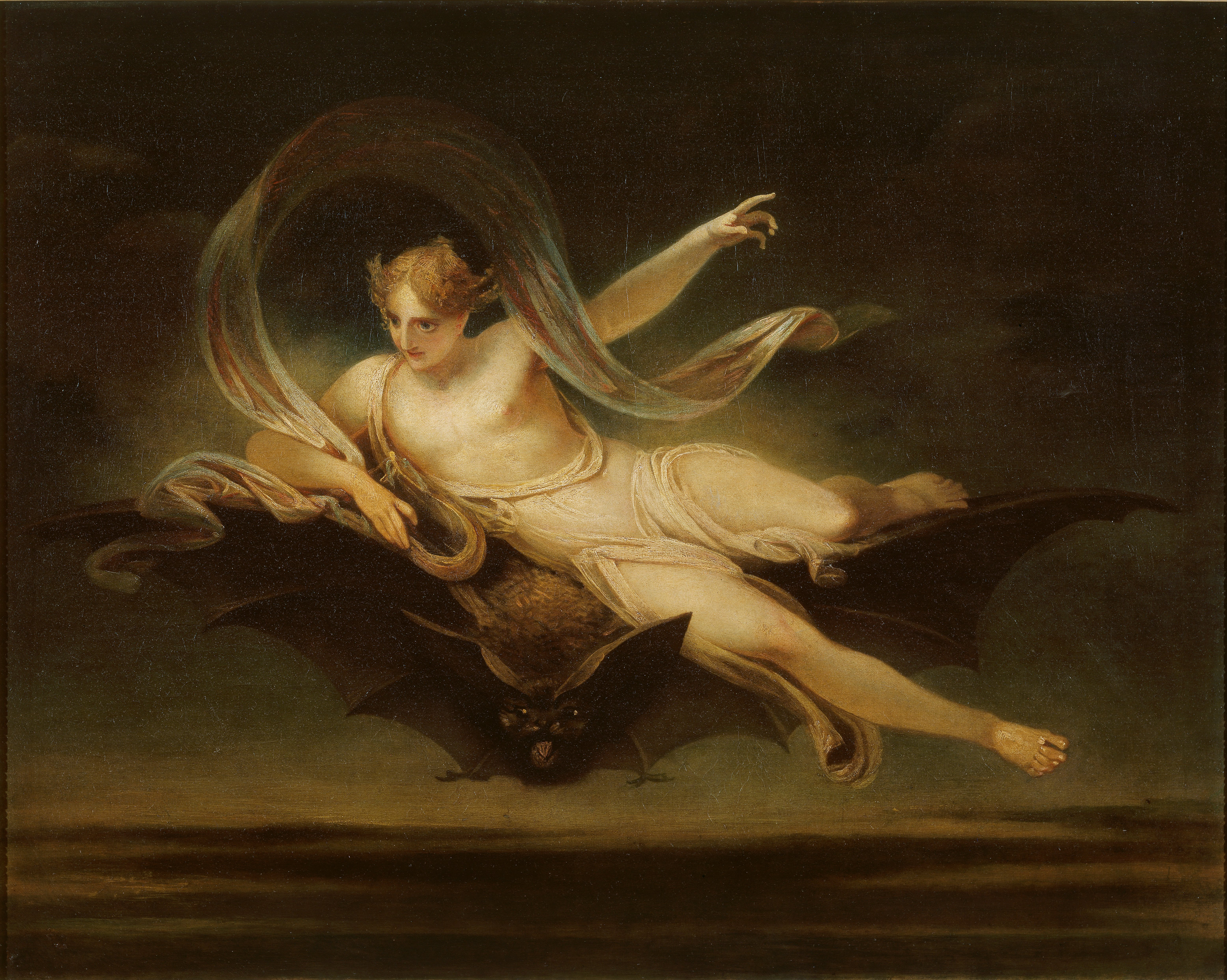
Arcanjo Ariel voando nas costas de um morcego.

Ariel (em hebraico:  אריאל, Ari'el, Arael ou Ariael) é um arcanjo encontrado primariamente nos misticismos judeus e cristãos e livros apócrifos. O nome Ariel significa "Leão do Senhor" ou "forja do Senhor" ocorre na Bíblia Hebraica, mas o uso como o nome de um anjo numa primeira fonte é incerto.

## Livro de Isaías
No Livro de Isaías, Ariel é utilizado como a personificação de Jerusalém:

1 Ai de Ariel! Ariel, a cidade onde

acampou Davi.

Acrescentem um ano a outro

e deixem seguir o seu ciclo de festas.

2 Mas eu sitiarei Ariel,

que vai chorar e lamentar-se,

e para mim será como

uma fornalha de altar.

3 Acamparei ao seu redor;

eu a cercarei de torres

e instalarei contra você

minhas obras de cerco.

4 Lançada ao chão, de lá você falará;

do pó virão em murmúrio

as suas palavras.

Fantasmagórica, subirá sua voz da terra;

um sussurro vindo do pó será sua voz.

5 Mas os seus muitos inimigos

se tornarão como o pó fino;

as hordas cruéis,

como palha levada pelo vento.

Repentinamente, num instante,

6 o Senhor dos Exércitos virá

com trovões e terremoto

e estrondoso ruído,

com tempestade e furacão

e chamas de um fogo devorador.

7 Então as hordas de todas as nações

que lutam contra Ariel,

que investem contra ele e contra

a sua fortaleza e a sitiam,

serão como acontece num sonho,

numa visão noturna,Isaías 29:1-7

## Livro de Enoque e John Milton
Harris Fletcher (1930) encontrou o nome Ariel em um cópia de fragmentos de Eutímio do Livro de Enoque,e sugeriu que o texto era conhecido por John Milton e poderia ser a fonte para o uso de Milton do nome de um anjo menor do Paraíso Perdido.. Entretanto, a presença de nome em fragmentos de Eutímio não tem sido verificada (1938), e em qualquer caso, desde a descoberta dos pergaminhos do Mar Morto, versões anteriores do livro de Enoque são conhecidas por não conterem o nome Ariel. Em Paraíso Perdido, Ariel é um anjo rebelde, que é superado pelo serafim Abdiel no primeiro dia da Guerra Celeste.

## Ver Também
- anjo
- Serafim
- Salatiel